# Nathan Roscoe Pound
Nathan Roscoe Pound (Lincoln, 27 ottobre 1870 – Cambridge, 30 giugno 1964) è stato un giurista e insegnante statunitense.
Fu preside della facoltà di giurisprudenza dell'Università di Harvard dal 1916 al 1936. Secondo il Journal of Legal Studies, Pound è stato uno dei più citati studiosi di diritto del ventesimo secolo.

## Criminal Justice in Cleveland
Un noto studio condotto nel 1922 da Roscoe Pound in collaborazione con Felix Frankfurter (Criminal Justice in Cleveland, Giustizia criminale a Cleveland) riguarda le notizie di cronaca nera apparse nei quotidiani di Cleveland nel mese di gennaio del 1919. Pound e Frankfurter rilevarono che nella prima metà del mese lo spazio riservato alla cronaca nera ammontava a 925 pollici, e nella seconda metà del mese a 6642 pollici, a fronte di un numero di crimini documentati aumentato solo da 345 a 363. I due studiosi conclusero che sebbene l'ondata di crimini pubblicizzata dai media fosse solo fittizia, l'atteggiamento dei giornali ebbe conseguenze concrete nell'amministrazione della giustizia: poiché infatti la cittadinanza riteneva di trovarsi nel mezzo di un'"epidemia criminale", furono richieste con forza immediate risposte dalla polizia e dalle autorità cittadine, che si dimostrarono preoccupate «più di soddisfare le richieste popolari che di garantire il rispetto della legge». Il risultato fu un notevole incremento di errori giudiziari e di sentenze sproporzionate rispetto ai reati giudicati.

## Opere
- The Need of a Sociology of Jurisprudence. Green Bag, 1907, pp. 608-615.
- Spurious Interpretation. Columbia Law Review, 1908, pp. 381-385.
- Mechanical Jurisprudence. Columbia Law Review, 1908, pp. 101-106.
- The Scope and Purpose of Sociological Jurisprudence. Harvard Law Review, n. 24, 1911, pp. 591-619; n. 25, 1912, pp. 140-168; n. 26, 1912, pp. 489-516.
- Outlines of Lectures on Jurisprudence 1914,
- Lectures on the philosophy of freemasonry. Anamosa, The National masonic research society, 1915.
- The Spirit of the Common Law, 1921.
- Criminal Justice in Cleveland. Cleveland, The Cleveland Foundation, 1922, pp. 546.
- Law and Morals, 1924.
- Criminal Justice in America, 1930.
- The Ideal Element in Law, 1958.